# Cité Annibal
Cité Annibal är en återvändsgata i Quartier du Parc-de-Montsouris i Paris fjortonde arrondissement. Gatan är uppkallad efter den karthagiske fältherren Hannibal (247–183 f.Kr.). Cité Annibal börjar vid Rue de la Tombe-Issoire 85.

## Omgivningar
- Saint-Pierre de Montrouge
- Impasse du Moulin-Vert
- Rue du Moulin-Vert
- Square du Chanoine-Viollet
- Rue d'Alésia
- Villa d'Alésia
- Jardin Lionel-Assouad
- Impasse du Rouet
- Rue Maurice-Loewy
- Jardin Henri-et-Achille-Duchêne
- Villa Soutine
- Villa Méridienne

## Bilder
| - Cité Annibal. - Gatuskylt. - Saint-Pierre de Montrouge. - Square du Chanoine-Viollet. - Jardin Henri-et-Achille-Duchêne. |

## Kommunikationer
- Tunnelbana – linje  – Alésia
- Busshållplats Alésia – René Coty – Paris bussnät
- Busshållplats Alésia – Général Leclerc – Paris bussnät

### Webbkällor
- ”Cité Annibal”. Mairie de Paris. https://web.archive.org/web/20160303204612/http://www.v2asp.paris.fr/commun/v2asp/v2/nomenclature_voies/Voieactu/0340.nom.htm. Läst 22 december 2023.
- ”Cité Annibal (14ème arrondissement)”. Les rues de Paris. https://web.archive.org/web/20160409035751/http://www.parisrues.com/rues14/paris-14-cite-annibal.html. Läst 22 december 2023.